# Arlette de Falaise
Herlev o Erlève o Arlette, nascuda l'any 1010, va ser la mare de Guillem el Conqueridor que al seu torn fora duc de Normandia i rei d'Anglaterra, així com de Odó de Bayeux i de Robert de Mortain. Va morir l'any 1050.

## Biografia
Herlev va ser la filla d'un blanquer, probablement anomenat Fulbert, que residia a la petita ciutat de Falaise, a Normandia. Això no obstant, el terme amb el qual es designa l'ofici del seu pare en les cròniques és ambigu, i podria referir també a un embalsamador o algú que rebia els cossos dels difunts per procedir al seu enterrament. A l'edat de setze anys, Herlev hauria ja tingut un fill del comte Gilbert de Brionne, que es coneix com a Ricard de Bienfait o Richard Fitz-Gilbert, poc abans de convertir-se en l'amant de Robert I el Magnífic, duc de Normandia.
Es coneix poc sobre les circumstàncies de la seva trobada amb Robert el Magnífic, així com del naixement del seu fill Guillem, el futur Guillem el Conqueridor. Les dades consignades per escrit no corresponen al moment dels fets, sinó que estan datats en una o fins i tot dues generacions després, i ens consta que hi ha errors i contradiccions. La llegenda diu que la relació es va iniciar després que el jove duc Robert veiés Herlev fer la bugada al riu en les proximitats del castell ducal a Falaise. Segons prossegueix la llegenda, no hauria pogut resistir-se a la seducció de Herlev i va decidir prendre-la com a concubina. En qualsevol cas, de la relació va néixer el seu fill Guillem, l'any 1028.
Herlev posteriorment es va casar amb Herluin de Conteville. D'aquesta nova unió van néixer tres fills, dos homes i una dona: Odó de Bayeux, Robert de Mortain i Muriel. Odó i Robert es convertirien posteriorment en dos pilars del règim creat per Guillem un cop va aconseguir convertir-se en duc de Normandia, i especialment després de la conquesta normanda d'Anglaterra a 1066, quan es va convertir en el nou rei d'Anglaterra, després de la victòria aconseguida a la batalla de Hastings. Per la seva banda, Muriel va contraure matrimoni amb Guillem de La Ferté-Macé, senyor de La Ferté-Macé.

## Ascens del seu fill Guillem
El 1035 va morir Robert I de Normandia, duc de Normandia. Encara que Guillem era un fill il·legítim, era igualment l'únic fill viu del difunt duc, amb el que va heretar el títol de duc del seu pare, sota la tutela de Gilbert de Brionne. L'any 1040, diversos barons normands que no acceptaven que el seu duc pogués ser un fill il·legítim intentar l'assassinat del duc Guillem. El seu intent va fracassar, encara que sí que hi va perdre la vida Gilbert de Brionne.
Quan el jove duc Guillem va prendre la decisió d'intentar la invasió d'Anglaterra, l'any 1066, va sol·licitar que l'acompanyessin els seus tres germans uterins, Ricard de Bienfait (o Richard Fitz Gilbert), Odó de Bayeux i Robert de Mortain. Ricard, que s'havia casat amb Rohese, filla de Gualteri Giffard (Walter Giffard per als anglesos, o Gautier Giffard per als francesos), va portar amb ell diversos membres de la família de la seva dona (es tracta d'un fet a destacar, ja que van estar implicats en l'assassinat de Guillem II d'Anglaterra, fill de Guillem el Conqueridor).
Adela va ser una germana de Guillem, però es desconeix si era filla de Robert, de Herlev o de tots dos. Va contreure un primer matrimoni amb Enguerrand II de Ponthieu, comte de Ponthieu, un segon matrimoni amb Lambert II de Lens, i un tercer i últim matrimoni amb Eudes II de Meaux i Troyes, comte de Xampanya i comte d'Aumale.
Herlev va morir després de l'any 1050.